# FC Sapovnela Terjola
FC Sapovnela Terjola was een Georgische voetbalclub uit Terdzjola.
De club werd in 1983 opgericht en speelde in de competitie van de Georgische SSR. Na de onafhankelijkheid werd de club heropgericht en begon in de Erovnuli Liga 2. In 1994 kwam de club voor het eerst in de Erovnuli Liga waaruit het na het seizoen 1995 degradeerde. In het seizoen 2012/13 speelde Sapovnela op het derde niveau in de Liga 3 en promoveerde. In 2015 won de club haar poule in de Erovnuli Liga 2 en keerde terug op het hoogste niveau. Sapovnela Terjola werd daarin in 2016 laatste en degradeerde. Hierna ging de club verder in de regionale Regionuli Liga toen het in 2018 vanwege financieel wangedrag uit de competitie werd gezet, en in 2019 door de rechtbank in Koetaisi failliet verklaard werd.